# 李察·柏德
李察·艾佛林·柏德（英語：Richard Evelyn Byrd，1888年10月25日—1957年3月11日），美國極地探險家、飛行員，海軍少將，為極地探險的先驅者之一。

## 生平
出生於維吉尼亞州溫徹斯特。父親老李察·艾佛林·柏德是一名律師並當過維吉尼亞州眾議院議長，兄長哈利·柏德後來當上了維吉尼亞州州長和聯邦參議員。
1908年進入美國海軍學院就讀，1912年畢業，被任命為海軍少尉。1916年，因踝部扭傷而被迫從海軍退伍。
因美國參與第一次世界大戰，柏德於1917年暫時返回海軍，在佛羅里達州彭薩科拉的訓練基地接受飛行訓練。1918年7月至11月，領導一支海軍夜間戰鬥機中隊駐紮在加拿大新斯科細亞省，因這次任務而晉升少校。
1925年，參加由唐納·麥克米倫領導的海軍極地探險隊，負責航空單位。
1926年5月9日，作為領航員的柏德與作為駕駛員的佛洛伊德·貝納特共同駕駛福克F.VII飛機「約瑟芬·福特號」，自斯匹次卑爾根島起飛，歷經十五又半小時，成為有史以來首次飛越北極的人。回國後，柏德被視為國家英雄，美國國會於1926年12月21日通過了一項特別法案，授予柏德和貝納特榮譽勳章。不過其後一直存在質疑柏德和貝納特是否真得飛越北極上空的聲音。
1946年至1947年間，柏德負責美國海軍南極探險隊「跳高行動」，是迄今為止最大規模的南極考察，參與者包括四千七百人和13艘船（包括一艘航空母艦）。

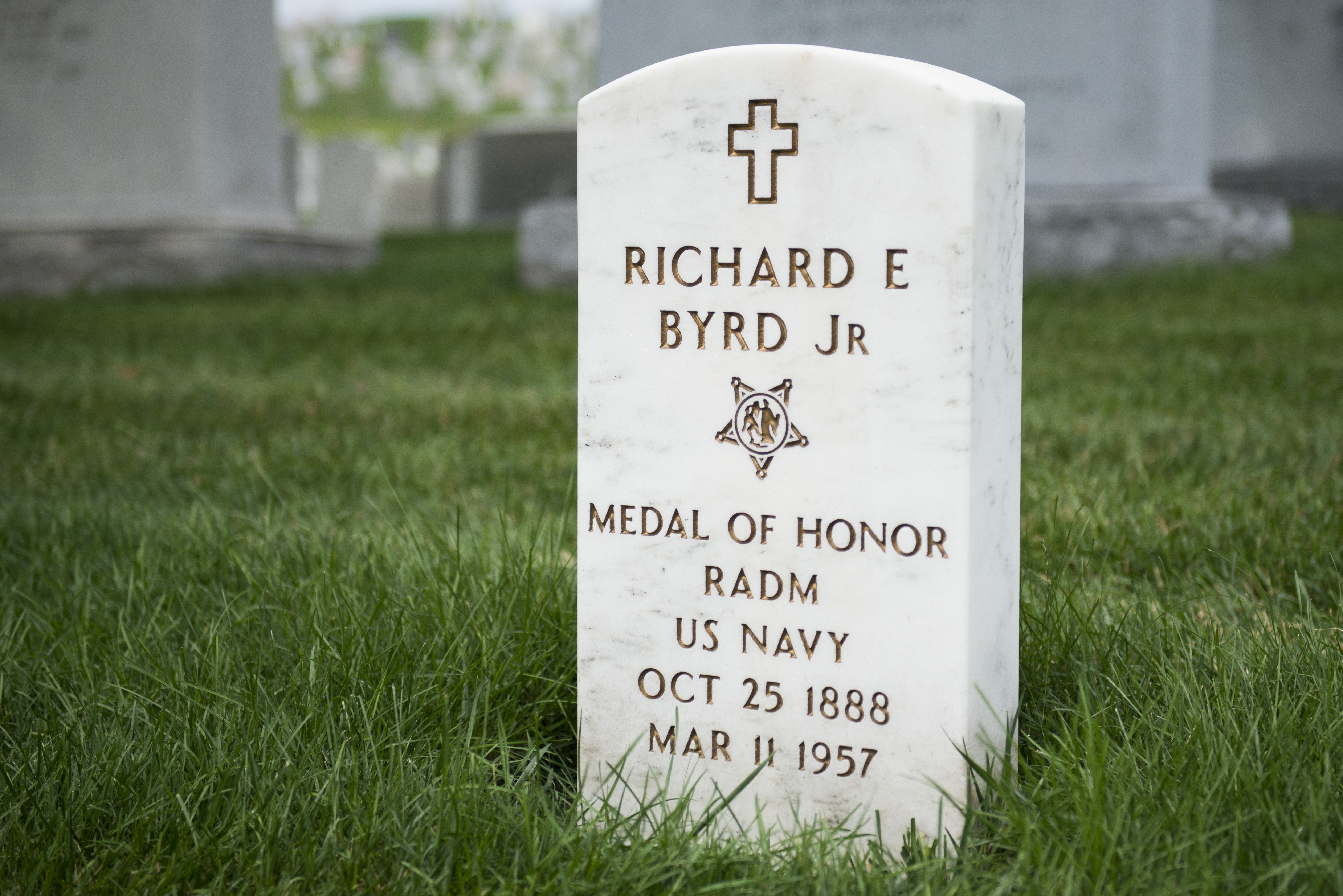
柏德在阿靈頓國家公墓的墳墓。

1957年3月11日，於波士頓的家中，在睡夢之中去世，享年68歲。以軍禮被葬在維吉尼亞州的阿靈頓國家公墓。

## 著作
著有《小美國》（Little America，1930年）、《發現》（Dis-covery，1935年）、《與柏德一起探險》（Exploring with Byrd，1937年）、《獨自一人：南極洲歷險記》（Alone: The Classic Polar Adventure，1938年）等書籍。

## 家庭
1915年1月20日，柏德與瑪麗·唐納森·艾米斯（Marie Donaldson Ames）結婚。1966年，瑪麗成立了「李察·柏德少將基金會」。1974年，瑪麗去世。
兩人育有四名子女：
- 李察·艾佛林·柏德三世（英语：Richard Evelyn Byrd III）
- 伊芙琳·波琳·柏德·克拉克
- 凱薩琳·艾格妮絲·柏德·布雷耶
- 海倫·柏德·史塔布勒

## 所獲榮譽

### 勳章及獎章
|             |                                         |             |  |  |  |  |  |  |
|             |                                         |             |  |  |  |  |  |  |
|             | Gold star                               | Gold star   |  |  |  |  |  |  |
|             | Gold star · Gold star                   |             |  |  |  |  |  |  |
|             |                                         |             |  |  |  |  |  |  |
|             | Silver star · Bronze star · Bronze star | Bronze star |  |  |  |  |  |  |
| Bronze star | Bronze star · Bronze star               |             |  |  |  |  |  |  |
|             |                                         |             |  |  |  |  |  |  |
|             |                                         |             |  |  |  |  |  |  |

| 海軍飛行員徽章 （1917年）                                                  |                                                                            |                                                                            |                                                                                        |                                                                                        |                                                                                        |                                                                    |                                                                    |                                                                    |
| 榮譽勳章 （1926年）                                                        |                                                                            |                                                                            |                                                                                        |                                                                                        |                                                                                        |                                                                    |                                                                    |                                                                    |
| 海軍十字勳章 （1929年）                                                    | 海軍十字勳章 （1929年）                                                    | 海軍十字勳章 （1929年）                                                    | 海軍傑出服役勳章 award star （1926年、1941年）                                         | 海軍傑出服役勳章 award star （1926年、1941年）                                         | 海軍傑出服役勳章 award star （1926年、1941年）                                         | Legion of Merit award star （1943, 1946）                          | Legion of Merit award star （1943, 1946）                          | Legion of Merit award star （1943, 1946）                          |
| 飛行優異十字勳章 （1927年）                                                | 飛行優異十字勳章 （1927年）                                                | 飛行優異十字勳章 （1927年）                                                | Navy Commendation Medal with two stars （1944年）                                      | Navy Commendation Medal with two stars （1944年）                                      | Navy Commendation Medal with two stars （1944年）                                      | 銀質救生獎章 （1914年）                                            | 銀質救生獎章 （1914年）                                            | 銀質救生獎章 （1914年）                                            |
| 柏德南極遠征獎章 金質 （1930年）                                           | 柏德南極遠征獎章 金質 （1930年）                                           | 柏德南極遠征獎章 金質 （1930年）                                           | 第二次柏德南極遠征獎章 （1937年）                                                      | 第二次柏德南極遠征獎章 （1937年）                                                      | 第二次柏德南極遠征獎章 （1937年）                                                      | United States Antarctic Expedition Medal issued in Gold （1945年） | United States Antarctic Expedition Medal issued in Gold （1945年） | United States Antarctic Expedition Medal issued in Gold （1945年） |
| 墨西哥服役勳章 （1918年）                                                  | 墨西哥服役勳章 （1918年）                                                  | 墨西哥服役勳章 （1918年）                                                  | 第一次世界大戰勝利獎章 with commendation star and two campaign clasps （1919年）       | 第一次世界大戰勝利獎章 with commendation star and two campaign clasps （1919年）       | 第一次世界大戰勝利獎章 with commendation star and two campaign clasps （1919年）       | 美國防禦服役獎章 及服役星章 （1940年）                             | 美國防禦服役獎章 及服役星章 （1940年）                             | 美國防禦服役獎章 及服役星章 （1940年）                             |
| European-African-Middle Eastern Campaign Medal with battle star （1943年） | European-African-Middle Eastern Campaign Medal with battle star （1943年） | European-African-Middle Eastern Campaign Medal with battle star （1943年） | Asiatic-Pacific Campaign Medal with two battle stars （1942年）                        | Asiatic-Pacific Campaign Medal with two battle stars （1942年）                        | Asiatic-Pacific Campaign Medal with two battle stars （1942年）                        | 第二次世界大戰勝利獎章 （1945年）                                  | 第二次世界大戰勝利獎章 （1945年）                                  | 第二次世界大戰勝利獎章 （1945年）                                  |
| 南極服役獎章 （1960年追授）                                                | 南極服役獎章 （1960年追授）                                                | 南極服役獎章 （1960年追授）                                                | Legion of Honor\|Commander of the Legion of Honor （1931，法國） （Officer in 1927年） | Legion of Honor\|Commander of the Legion of Honor （1931，法國） （Officer in 1927年） | Legion of Honor\|Commander of the Legion of Honor （1931，法國） （Officer in 1927年） | 哥倫布勳章 （1945年，聖多明各）                                    | 哥倫布勳章 （1945年，聖多明各）                                    | 哥倫布勳章 （1945年，聖多明各）                                    |
| Commander of the Order of Aviz （1921年，葡萄牙）                          | Commander of the Order of Aviz （1921年，葡萄牙）                          | Commander of the Order of Aviz （1921年，葡萄牙）                          | Officer, Order of Saints Maurice and Lazarus （約1930年，義大利）                      | Officer, Order of Saints Maurice and Lazarus （約1930年，義大利）                      | Officer, Order of Saints Maurice and Lazarus （約1930年，義大利）                      | Officer, Order of Aeronautical Virtue （約1930年，羅馬尼亞）       | Officer, Order of Aeronautical Virtue （約1930年，羅馬尼亞）       | Officer, Order of Aeronautical Virtue （約1930年，羅馬尼亞）       |

## 都市傳說
一些地球空心論的支持者盛傳柏德自北極進入地心的故事，該故事大致為：柏德曾在1947年2月駕駛飛機自北極進入地心，除見到猛犸象外，還來到一座城市、與科技先進且和善的地心人取得接觸，柏德在回美國後受到政府的警告而不得不保守有關地心的秘密。

## 外部連結
- 李察·柏德在互联网电影资料库（IMDb）上的資料（英文）